# ACCION International
ACCION International ist eine US-amerikanische Non-Profit-Organisation, die Mikrofinanzinstitute bei deren Arbeit Finanzdienstleistungen Niedrigverdienern anzubieten, unterstützt. Hierbei leistet ACCION Hilfe in den Bereichen Management, Technik, Fremd- und Eigenkapitalinvestment und bietet Trainings für Mikrofinanzinstitute und Organisationen, welche Mikrofinanzinstitute unterstützen, an. ACCION befürwortet das kommerzielle Modell der Mikrofinanz gemäß dessen Mikrofinanzinstitute sowohl soziale als auch finanzielle Zielvorgaben erreichen sollten.

## Geschichte
ACCION wurde 1961 im Kontext der Graswurzelbewegung als Organisation gegründet, die bei der Entwicklung von Gemeinschaften helfen sollte. Zu Beginn reisten junge, akademische US-Amerikaner nach Venezuela, um dort beim Aufbau von Verbindungen zwischen örtlichen Geschäftsleuten und anderen Personen mit Zugang zu Ressourcen einerseits und den armen Stadtbevölkerung andererseits als Katalysatoren zu dienen. Das Ziel war es, den Armen dabei zu helfen sich, ihre Anstrengungen und ihre Ressourcen besser zu organisieren, um sie so in die Lage zu versetzen sich selber zu helfen.
1973 begann die Vergabe von Mikrokrediten in Recife (Brasilien). Nach einigen frühen positiven Erfahrungen mit der Vergabe von Mikrokrediten begann die Organisation seine Aktivitäten zunehmend auf die Entwicklung von Mikrofinanzinstituten und die Unterstützung der wachsenden Mikrofinanzindustrie zu fokussieren.
In den nächsten 18 Jahren arbeitete ACCION ausschließlich mit Mikrofinanzinstituten in Zentral- und Südamerika zusammen, brach jedoch mit dieser Tradition 1991, als die Organisation ein Mikrofinanz-Programm für arme Unternehmer in Brooklyn, New York City, aufstellte. Während der nächsten fünf Jahre weitete ACCION seine Aktivitäten auf den Rest der USA aus, mit Filialen in San Antonio, Albuquerque, Chicago und San Diego.
Im Oktober 2000 expandierte die Organisation nach Afrika, wo es insbesondere in Subsahara-Afrika mit regionalen Mikrofinanzinstituten zusammenarbeite. Eine Partnerschaft entstand hierbei mit Ecobank Transnational 2006. Gleichzeitig begann die Organisation 2005 in Indien Filialen aufzubauen, darunter in Bangalore, Mumbai und Patna. 2008 eröffnete dann die von ACCION finanzierte und geleitete Denkfabrik Center for Financial Inclusion.
Schließlich weitete die Organisation 2009 die Aktivitäten auf die Volksrepublik China aus, wo es eine Filiale in der Inneren Mongolei etablierte.

## Organisation
Das Hauptverwaltung befindet sich in Boston, Massachusetts, und wird von Michael Schlein geleitet. Nach eigenen Angaben versorgte ACCION International im Jahr 2011 5,1 Millionen Menschen mit Mikrokrediten, was einen Einfluss auf die Leben von 25,5 Millionen Menschen – Schuldner, Familienangehörige, Arbeitnehmer – hatte.